# 홍종응
홍종응(1783년 ~ ? )은 조선 후기의 문신이다. 순조 때 문과에 급제해 별검춘추, 수찬, 대촉수찬, 성균관대사성, 이조참의를 했는데 대사성, 이조참의에 이어 헌종 때 우승지에 특채되고, 이조참판, 도승지, 형조판서를 지내고 평안도관찰사에 이어 사헌부대사헌, 예조판서, 병조판서, 공조판서를 거쳐 의정부좌참찬에 이어 병조판서, 판의금부사, 한성부판윤, 형조판서, 이조판서, 예조판서를 지내다 형조판서, 이조판서, 판의금부사, 예조판서에 이어 판의금부사와 고종 때 홍문관제학에 이르렀다.